# Liste des batailles de la guerre de la Quatrième Coalition
Cet article recense les sièges, les batailles terrestres et navales de la guerre de la Quatrième Coalition (9 octobre 1806-9 juillet 1807). Il comprend :
- la campagne de Prusse ;
- la campagne  de Pologne ;
- la campagne des Antilles en 1806 (en)
- la Guerre anglo-espagnole en 1806 et 1807 (en)
- la campagne de l'Atlantique en 1806 (en) durant l'expédition de Linois dans l'océan Indien (en)
- la campagne de Dalmatie de janvier 1806 à juillet 1807

| Date                                   | Bataille                             | Front                                                                               | Forces françaises et alliées | Forces de la coalition                                                         | Victoire où défaite française                 |
| -------------------------------------- | ------------------------------------ | ----------------------------------------------------------------------------------- | --- | ------------------------------------------------------------------------------ | --------------------------------------------- |
| 6 février 1806                         | Bataille de San Domingo              | campagne des Antilles en 1806 (en)                                                  | Empire français | Royaume-Uni de Grande-Bretagne et d'Irlande                                    | Défaite                                       |
| 13 mars 1806                           | Bataille du Cap-Vert                 | campagne de l'Atlantique en 1806 (en) expédition de Linois dans l'océan Indien (en) | Empire français | Royaume-Uni de Grande-Bretagne et d'Irlande                                    | Défaite                                       |
| du 27 mai 1806 1er octobre 1806        | Siège de Raguse                      | Campagne de Dalmatie                                                                | Empire français | Empire russe Principauté épiscopale du Monténégro                              | Victoire                                      |
| 27 juin 1806                           | Prise de Buenos Aires                | Guerre anglo-espagnole en 1806 (en)                                                 | Royaume d'Espagne Vice-royauté du Río de la Plata | Royaume-Uni de Grande-Bretagne et d'Irlande                                    | Défaite                                       |
| 12 août 1806                           | Reconquête de Buenos Aires           | Guerre anglo-espagnole en 1806 (en)                                                 | Royaume d'Espagne Vice-royauté du Río de la Plata | Royaume-Uni de Grande-Bretagne et d'Irlande                                    | Victoire                                      |
| 23 août 1806                           | Bataille navale du 23 août 1806 (en) | Guerre anglo-espagnole en 1806 (en)                                                 | Royaume d'Espagne | Royaume-Uni de Grande-Bretagne et d'Irlande                                    | Défaite                                       |
| 30 septembre 1806                      | Bataille de Castel-Nuovo             | Campagne de Dalmatie                                                                | Empire français | Empire russe Principauté épiscopale du Monténégro                              | Victoire                                      |
| 9 octobre 1806                         | Bataille de Schleiz                  | Campagne de Prusse                                                                  | Empire français | Royaume de Prusse Électorat de Saxe                                            | Victoire                                      |
| 10 octobre 1806                        | Bataille de Saalfeld                 | Campagne de Prusse                                                                  | Empire français | Royaume de Prusse Électorat de Saxe                                            | Victoire                                      |
| 14 octobre 1806                        | Bataille d'Iéna                      | Campagne de Prusse                                                                  | Empire français | Royaume de Prusse Électorat de Saxe                                            | Victoire                                      |
| 14 octobre 1806                        | Bataille d'Auerstaedt                | Campagne de Prusse                                                                  | Empire français | Royaume de Prusse                                                              | Victoire                                      |
| 16 octobre 1806                        | Capitulation d'Erfurt (en)           | Campagne de Prusse                                                                  | Empire français | Royaume de Prusse                                                              | Victoire                                      |
| 17 octobre 1806                        | Combat de Halle                      | Campagne de Prusse                                                                  | Empire français | Royaume de Prusse                                                              | Victoire                                      |
| du 22 octobre 1806 au 11 novembre 1806 | Siège de Magdebourg                  | Campagne de Prusse                                                                  | Empire français | Royaume de Prusse                                                              | Victoire                                      |
| 27 octobre 1806                        | Chute de Berlin                      | Campagne de Prusse                                                                  | Empire français | Royaume de Prusse                                                              | Victoire                                      |
| 28 octobre 1806                        | Combat de Prentzlow                  | Campagne de Prusse                                                                  | Empire français | Royaume de Prusse                                                              | Victoire                                      |
| 29 octobre 1806                        | Capitulation de Pasewalk (en)        | Campagne de Prusse                                                                  | Empire français | Royaume de Prusse                                                              | Victoire                                      |
| du 29 octobre 1806 au 30 octobre 1806  | Reddition de Stettin                 | Campagne de Prusse                                                                  | Empire français | Royaume de Prusse                                                              | Victoire                                      |
| 1er novembre 1806                      | Bataille de Waren-Nossentin (en)     | Campagne de Prusse                                                                  | Empire français | Royaume de Prusse                                                              | Défaite                                       |
| du 3 novembre 1806 au 3 décembre 1806  | Insurrection de Grande-Pologne       | Campagne de Pologne                                                                 | Empire français Insurgés polonais | Royaume de Prusse                                                              | Victoire                                      |
| du 6 novembre 1806 au 7 novembre 1806  | Bataille de Lübeck                   | Campagne de Prusse                                                                  | Empire français Danemark-Norvège | Royaume de Prusse                                                              | Victoire                                      |
| du 7 novembre 1806 au 22 novembre 1806 | Siège de Hamelin (en)                | Campagne de Prusse                                                                  | Empire français Royaume de Hollande | Royaume de Prusse                                                              | Victoire                                      |
| du 7 novembre 1806 au 3 décembre 1806  | Siège de Glogau                      | Campagne de Prusse                                                                  | Royaume de Bavière Royaume de Wurtemberg | Royaume de Prusse                                                              | Victoire                                      |
| 23 décembre 1806                       | Bataille de Czarnowo (en)            | Campagne de Pologne                                                                 | Empire français | Royaume de Prusse Empire russe                                                 | Victoire                                      |
| 26 décembre 1806                       | Bataille de Pultusk                  | Campagne de Pologne                                                                 | Empire français Royaume de Bavière | Royaume de Prusse Empire russe                                                 | Victoire                                      |
| 26 décembre 1806                       | Bataille de Golymin                  | Campagne de Pologne                                                                 | Empire français | Empire russe                                                                   | Victoire                                      |
| 20 janvier 1807                        | Bataille de Cardal (en)              | Guerre anglo-espagnole en 1806 (en)                                                 | Royaume d'Espagne Vice-royauté du Río de la Plata | Royaume-Uni de Grande-Bretagne et d'Irlande                                    | Défaite                                       |
| du 22 janvier 1807 au 11 décembre 1807 | Bataille de Czarnowo (en)            | Campagne de Pologne                                                                 | Empire français Électorat de Saxe Grand-duché de Hesse Insurgés polonais | Royaume de Prusse                                                              | Défaite                                       |
| 25 janvier 1807                        | Bataille de Mohrungen (en)           | Campagne de Pologne                                                                 | Empire français | Royaume de Prusse Empire russe                                                 | Victoire                                      |
| 3 février 1807                         | Bataille d'Allenstein (en)           | Campagne de Pologne                                                                 | Empire français | Empire russe                                                                   | Victoire                                      |
| du 7 février 1807 au 8 février 1807    | Bataille d'Eylau                     | Campagne de Pologne                                                                 | Empire français | Royaume de Prusse Empire russe                                                 | Victoire                                      |
| 16 février 1807                        | Bataille d'Ostrolenka                | Campagne de Pologne                                                                 | Empire français | Empire russe                                                                   | Victoire                                      |
| 19 février 1807                        | Conquête de Stolp (de)               | Campagne de Pologne                                                                 | Duché de Varsovie | Royaume de Prusse                                                              | Victoire                                      |
| 3 février 1807                         | Bataille de Montevideo (en)          | Guerre anglo-espagnole en 1806 (en)                                                 | Royaume d'Espagne Vice-royauté du Río de la Plata | Royaume-Uni de Grande-Bretagne et d'Irlande                                    | Défaite                                       |
| mars 1807                              | Prise de Colonia del Sacramento      | Guerre anglo-espagnole en 1806 (en)                                                 | Royaume d'Espagne Vice-royauté du Río de la Plata | Royaume-Uni de Grande-Bretagne et d'Irlande                                    | Défaite                                       |
| du 19 mars 1807 au 24 mai 1807         | Siège de Dantzig                     | Campagne de Pologne                                                                 | Empire français Électorat de Saxe Duché de Varsovie Royaume d'Italie Grand-duché de Bade | Royaume de Prusse Empire russe Royaume-Uni de Grande-Bretagne et d'Irlande     | Victoire                                      |
| du 19 mars 1807 au 24 mai 1807         | Siège de Dantzig                     | Campagne de Pologne                                                                 | Empire français Insurgés polonais Royaume d'Italie Royaume de Hollande Duché de Saxe-Cobourg-Saalfeld Duché de Saxe-Gotha-Altenbourg Duché de Saxe-Meiningen Duché de Saxe-Hildburghausen Duché de Saxe-Weimar Royaume de Wurtemberg Duché de Nassau | Royaume de Prusse Royaume-Uni de Grande-Bretagne et d'Irlande Royaume de Suède | Indécise Siège levé par les traités de Tilsit |
| du 1er avril 1807 au 1er mars 1807     | Grande sortie de Stralsund (en)      | Campagne de Prusse                                                                  | Empire français Royaume de Hollande | Royaume de Suède                                                               | Défaite                                       |
| 16 avril 1807                          | Bataille de Belling                  | Campagne de Prusse                                                                  | Empire français | Royaume de Suède                                                               | Victoire                                      |
| 2 juin 1807                            | Bataille navale du 2 juin 1807 (en)  | Guerre anglo-espagnole en 1806 (en)                                                 | Royaume d'Espagne Vice-royauté du Río de la Plata | Royaume-Uni de Grande-Bretagne et d'Irlande                                    | Victoire                                      |
| du 4 juin 1807 au 7 juin 1807          | Bataille de Guttstadt                | Campagne de Pologne                                                                 | Empire français | Royaume de Prusse Empire russe                                                 | Indécise                                      |
| 10 juin 1807                           | Bataille d'Heilsberg                 | Campagne de Pologne                                                                 | Empire français | Royaume de Prusse Empire russe                                                 | Indécise                                      |
| 14 juin 1807                           | Bataille de Friedland                | Campagne de Pologne                                                                 | Empire français Électorat de Saxe | Empire russe                                                                   | Victoire                                      |
| 2 juillet 1807                         | Bataille de Miserere (en)            | Guerre anglo-espagnole en 1806 (en)                                                 | Royaume d'Espagne Vice-royauté du Río de la Plata | Royaume-Uni de Grande-Bretagne et d'Irlande                                    | Défaite                                       |
| du 4 juillet 1807 au 7 juillet 1807    | Siège de Buenos Aires                | Guerre anglo-espagnole en 1806 (en)                                                 | Royaume d'Espagne Vice-royauté du Río de la Plata | Royaume-Uni de Grande-Bretagne et d'Irlande                                    | Victoire                                      |
| du 24 juillet 1807 au 24 août 1807     | Siège de Stralsund                   | Campagne de Prusse                                                                  | Empire français | Royaume de Suède                                                               | Victoire                                      |
| 19 juillet 1808                        | Combat de Pornichet                  | Quatrième Coalition                                                                 | Empire français | Royaume-Uni de Grande-Bretagne et d'Irlande                                    | Victoire                                      |